# Ослянка (приток Кырьи)
Осля́нка — река в России, протекает в городском округе Карпинск Свердловской области. Устье реки находится в 14 км по левому берегу реки Кырья. Длина реки составляет 10 км.
Берёт начало примерно в 4 км от границы с Пермским краем на восточных склонах горы Растесский Камень (838 м НУМ, Средний Урал). Течёт главным образом в северном и северо-восточном направлениях. Всё течение проходит по ненаселённой местности среди гор и холмов, покрытых елово-пихтовой тайгой. Характер течения горный.

## Данные водного реестра
По данным государственного водного реестра России относится к Камскому бассейновому округу, водохозяйственный участок реки — Косьва от истока до Широковского гидроузла, речной подбассейн реки — бассейны притоков Камы до впадения Белой. Речной бассейн реки — Кама.
Код объекта в государственном водном реестре — 10010100312111100008508.